# USS Cabot (CVL-28)
USS Cabot (CVL-28) a fost un portavion ușor al flotei Marinei SUA din clasa Independence. 

## Participarea sa în cel de-al Doilea Război Mondial
Avioanele de pe portavionul Cabot au bombardat Roi, Namur și fortăreața din Truk ajutând astfel la neutralizarea bazelor japoneze în vederea invaziei insulelor Marshall.
A participat în Bătălia din Golful Leyte. 
Între anii 1967-1989 a servit în Spania, fiind redenumit Delado.

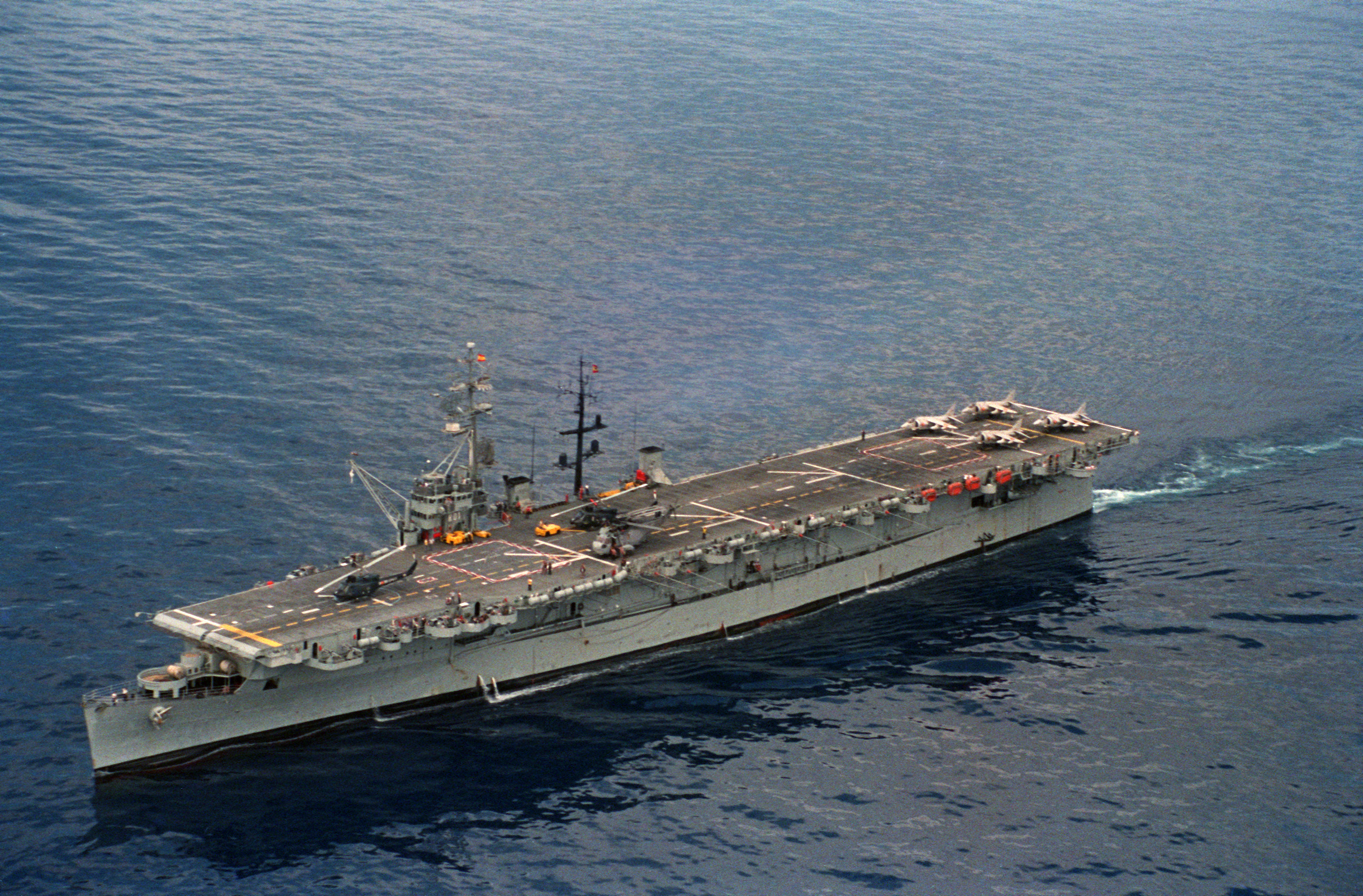
Cabot/Delado

.